# 上海外国语大学
上海外国语大学，简称上外，是位于中國上海市的一所以培养涉外型、复合型外语人才为主的多科系全日制公立本科外语大学。始建于1949年12月，最初是在时任上海市市长陈毅的倡议下创立的上海俄文学校，首任校长是著名翻译家姜椿芳。后历经华东人民革命大学附设外文专修学校、上海俄文专（修）科学校、上海外国语学院等发展时期。1994年，经中国国家教委批准，正式更为现名。

## 历史沿革

### 华东人民革命大学附设上海俄文学校（1949年—1950年）
- 1949年：中华人民共和国成立不久，中共中央华东局和上海市委，在陈毅市长的倡议下，决定在上海创办一所培养俄语人才的高等学校。12月，学校正式成立，以华东人民革命大学第四部为基础，校名为上海俄文学校。最初校舍为宝山路（原暨南大学二院）。
- 1950年：2月，学校迁至东体育会路（原暨南大学一院），即现校址（虹口校区）。

### 华东人民革命大学附设外文专修学校（1950年—1952年）
- 1950年：学校增设英语班，更名为“华东人民革命大学附设外文专修学校”。
- 1951年：4月，学校建立东方语文系，增设缅甸语、越南语和印度尼西亚语。
- 1952年：3月，南京华东军区政治部附设外文专修学校学员150余人并入。
- 1952年：8月，学校已初具规模，设俄语、英语、缅甸语、越南语、印度尼西亚语（5个语种）。
- 1952年：下半年，全国始行统一招生，同时开始院系凋整。根据教育部指令，学校东方语言文学系师生并入北京大学，只设俄语专业。

### 上海俄文专（修）科学校（1952年—1956年）
- 1952年：9月，学校改名为“上海俄文专修学校”。
- 1953年：1月，学校又改名为“上海俄文专科学校”，学制为三年。10月，经过全国第一次统考的应届高中毕业生正式入学。
- 1956年：6月，学校已先后招收七期学生共3998人，已毕业2087人，在校学生1900余名（含研究生），教师241名，其中苏侨教师90人，中国教师151人。

### 上海外国语学院（1956年—1994年）

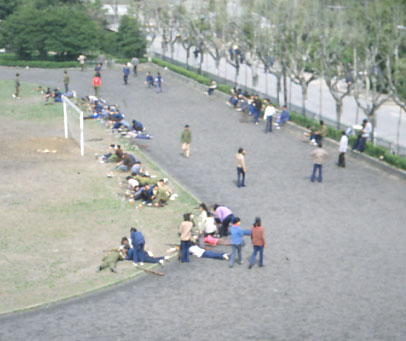
1984年的上海外国语學院

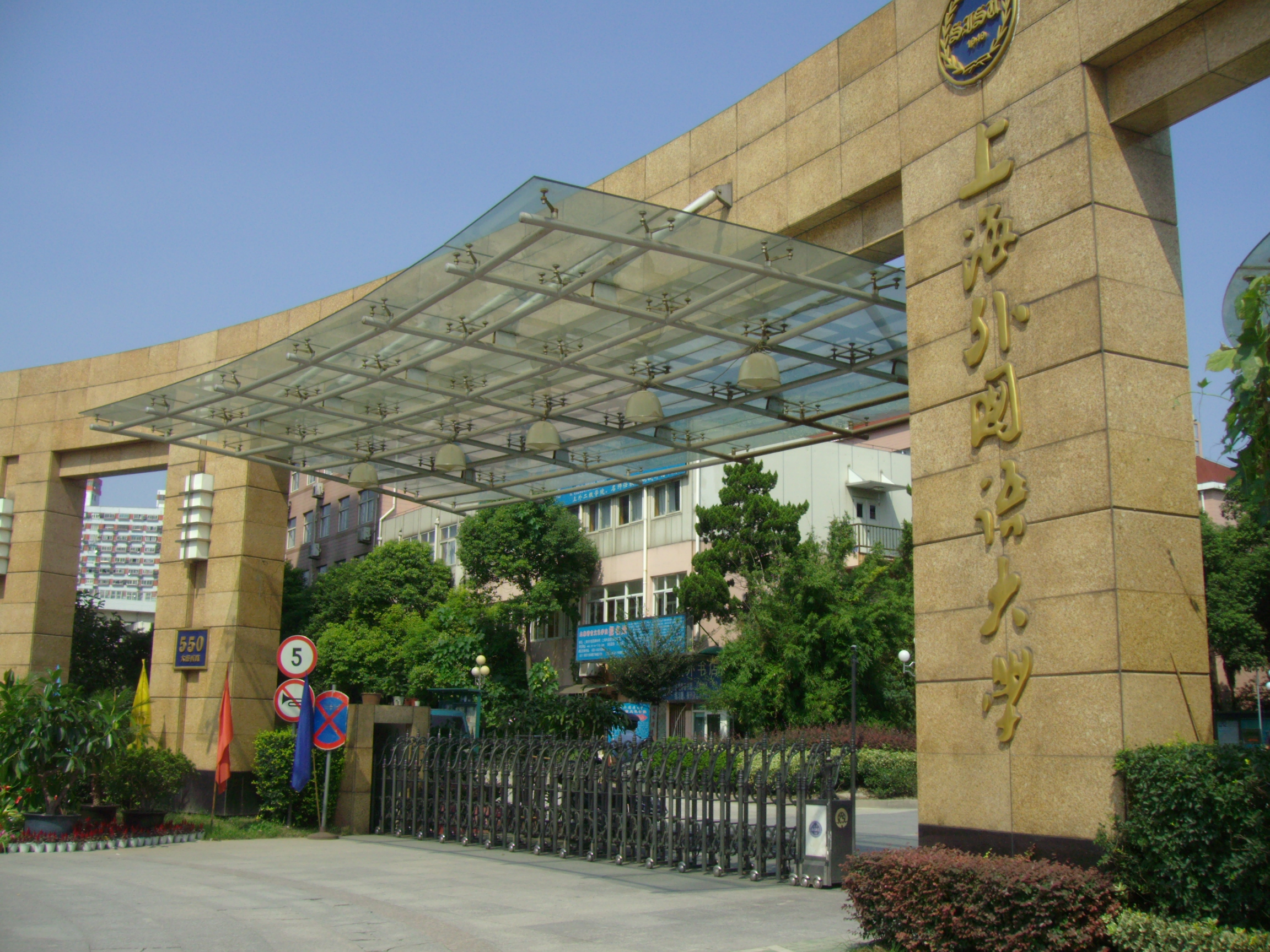
上海外国语大学虹口校区

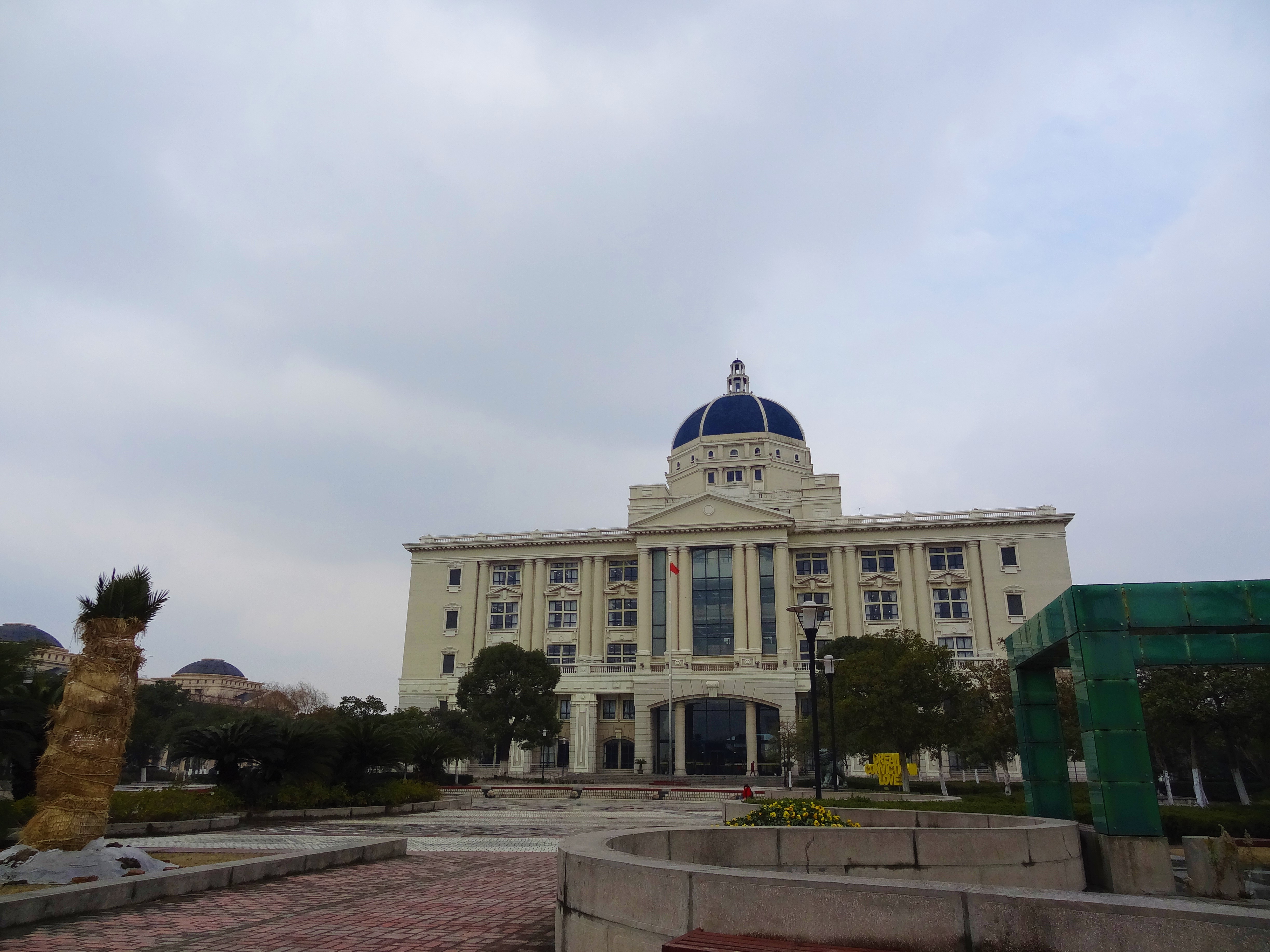
上海外国语大学松江校区

- 1956年：6月，经国务院批准，学校增设英语、德语、法语专业，学制定为四年，更名为上海外国语学院。
- 1957年：山东大学等院校的学生转来上外学习。
- 1958年：根据教育部关于全国外语院系调整方案，上海第一师范学院外语系英语专业并入上外。同年，学校开办夜校部，设英语、德语、法语、俄语4个语种，第l批学员2200人入学。与此同时，学校接受上海市委财贸部和上海市外贸局的委托，开设外贸外语系，设英语、德语、法语、日语、阿拉伯语、西班牙语等6个语种。
- 1961年：年初，上海外贸学院成立，学校外贸外语系6个语种的师生全部转入该院。
- 1962年：上海外贸学院停办，其外贸外语系师生并回上外，学校重新恢复外贸外语系建制。
- 1963年：9月，国务院批准上海外国语学院为全国重点高校，直属教育部领导。同年，由学校和上海市教育局共建的附属外国语学校（现上海外国语大学附属外国语学校）招生开学。
- 1964年：学校增设出国留学预备人员培训部。同年8月，上海外贸学院复办，外贸外语系再一次转回陔院。
- 1966年：5月，“文化大革命”开始，学校被迫停课。
- 1968年：8月，军宣队、工宣队进驻学校。
- 1970年：学校开办试点班招收学员32名（设英语、德语两个语种）。
- 1972年：2月，根据上海市教育局决定，上海外贸学院并入上海外国语学院。5月，学校恢复招生，学制三年，从全国17个省、市、自治区招收新生入学，至1976年前后共收5批学生2542人。10月，在上海外国语学院设在安徽凤阳县的“五七”干校开办外语培训班，设英语、俄语、德语、法语、日语、阿拉伯语、西班牙语等7个语种，连续3年共收上海地区应届高中毕业生600余名。
- 1977年：“四人帮”垮台后，学校恢复统考招生。11月，进驻学校的工、军宣队全部撤离。
- 1978年：学校的学制恢复为四年，并开始招收学位研究生，学校各项工作逐步走上正规。同时，上海外贸学院复校，有关人员转回该院工作。
- 1979年：学校恢复出国培训部，成立上海外语教育出版社及各类研究机构、图书资料中心和外语考试中心。同年，上外和徐汇区区政府共同创办分校（今为上海大学国际商业学院）[3]。

### 上海外国语大学（1994年—至今）
- 1994年：经国家教委批准，学校正式改名为上海外国语大学。同年，学校被列为国家教委和上海市共同建设的首批学校之一。
- 1996年：学校通过国家教委“211工程”的部门预审。
- 2004年：学校的本科教育已经全部迁入松江校区。
- 2011年：5月11日至5月15日，第十二届世界俄语大会在上海外国语大学召开。[4]
- 2012年：4月11日，土耳其总理埃尔多安访问上海外国语大学，埃尔多安总理发表了演讲，随后出席了上外与土耳其尤努斯·艾姆莱研究院合作协议签约仪式，并为上外土耳其语专业揭牌。
- 2017年9月，上海外国语大学入选国家“双一流”建设名单。

## 文化

### 校名标准字
上海外国语大学中文校名全称标准字采用《鲁迅日记》（二函廿四卷）的手稿集字，自1956年学校更名为“上海外国语学院”后一直沿用至今。
上海外国语大学英文校名全称标准字采用 Sabon 常规粗体。

### 校徽
校徽以展开的书本及茁壮的橄榄枝为主体构型，书本象征对学问与真理的求索，橄榄枝象征对和平与友谊的向往。两者衬托并环绕着代表学校的三个文字元素，依次为中文校名简称（上外）、校名英译缩写（SISU）、建校时间（1949 年）。

### 校训

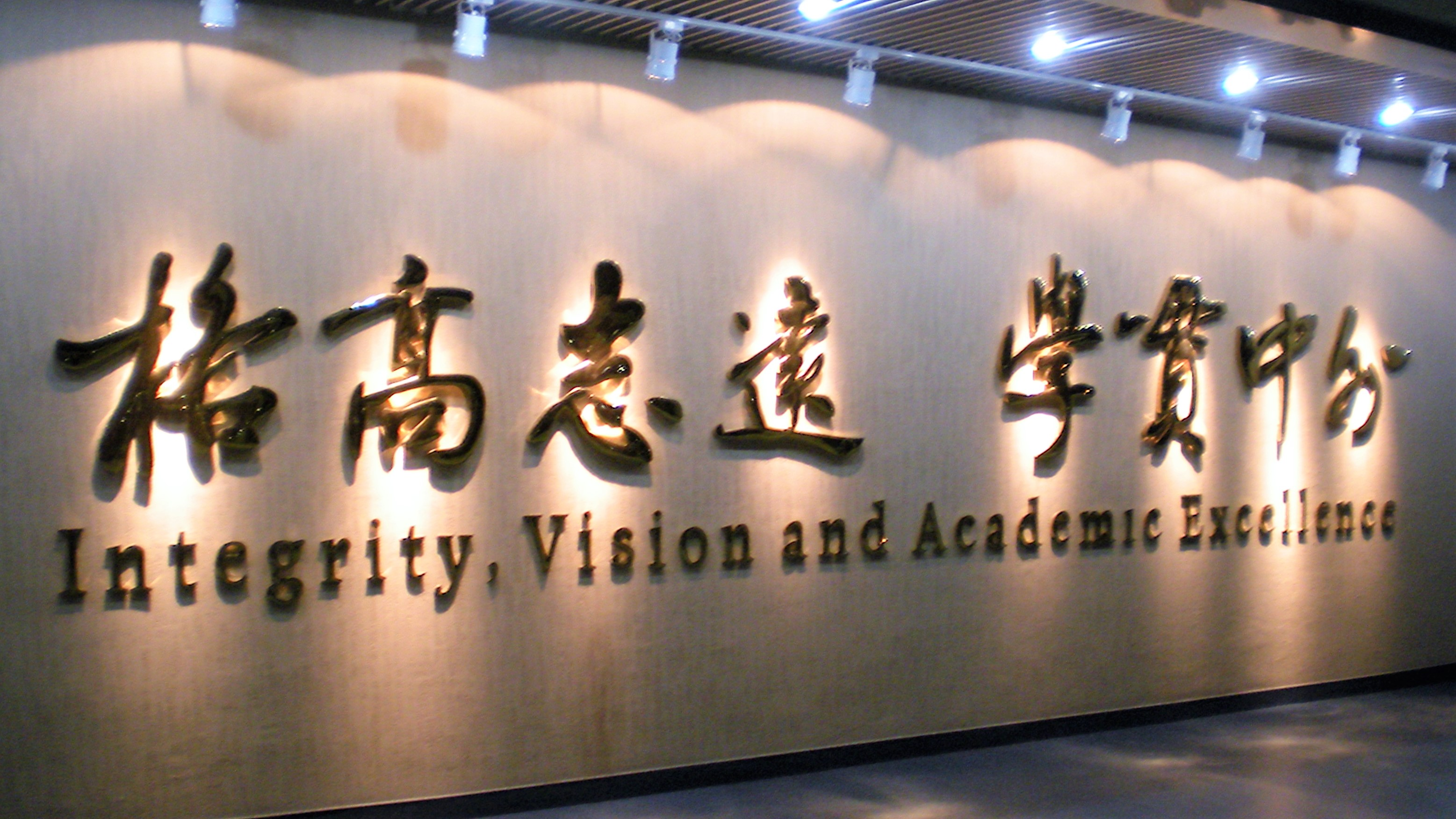
上外校训墙，位于松江校区教育会堂

原校训：文明、团结、求实、奋进（2007年1月13日前）
新校训：格高志远 学贯中外（2007年1月13日起启用）
“格高志远”出自《礼记·缁衣》中的“言有物而行有格也，是以生则不可夺志，死则不可夺名”和南朝梁萧统编著的《昭明文选》中的“气高志远，似若无敌”。而“学贯中外”则源于“学贯中西”，这里用的“学贯中外”，而非“学贯中西”，因为“中外”无论在地理上还是在文化上都比“中西”具有更大的包容性。
上外官方确认的各语种翻译分别为：

英语：
俄语：
法语：
阿拉伯语：‎
西班牙语：
德语：
日语：
葡萄牙语：
希腊语：
泰语：
意大利语：
朝鲜语：
波斯语：‎
印度尼西亚语：
荷兰语：
瑞典语：
越南语：
乌克兰语：
希伯来语：‎
土耳其语：

### 校歌
《上外之歌》（曲：陆在易，词：王志晖、庄开仁）

## 校园
学校现有虹口、松江两个校区。
- 虹口校区位于上海中心城区，占地254亩。
地址：大连西路550号。
- 松江校区位于上海松江新城，占地867亩。
地址：文翔路1550号。

## 教学科研

### 院系专业
上海外国语大学的专业与学科点涉及五大学科门类：文学、教育学、经济学、管理学和法学。设有37个本科专业（语言类25个、非语言类12个）；2个一级学科博士学位授权点：外国语言文学、政治学，下设12个二级学科博士学位授权点；2个博士后科研流动站：外国语言文学、政治学；7个一级学科硕士学位授权点：外国语言文学、政治学、应用经济学、教育学、中国语言文学、新闻传播学、工商管理，下设30个二级学科硕士学位授权点；3个专业硕士学位授权点：工商管理硕士（MBA）、翻译硕士（MTI）、汉语国际教育硕士（MTCSOL）。3个国家级重点学科：英语语言文学、俄语语言文学、阿拉伯语语言文学（培育）；2个上海市重点学科：阿拉伯语语言文学、国际关系；1个国家级人文社会科学重点研究基地：上海外国语大学中东研究所；1个国家级非通用语种本科人才培养基地：西欧语种群（意大利语、葡萄牙语、希腊语、荷兰语）；10个国家级特色专业建设点。上海外国语大学现为教育部高等学校外语专业教学指导委员会主任委员单位。
| 教学单位名称           | 学科 | 网页 |
| ---------------------- | --- | ---- |
| 英语学院               | 英语语言文学、翻译学                                                                                                 | ※    |
| 俄罗斯东欧中亚学院     | 俄语系：俄语，中东欧语系：乌克兰语、匈牙利语、波兰语、捷克语、塞尔维亚语、罗马尼亚语，中亚语系：哈萨克语、乌兹别克语 | ※    |
| 东方语学院             | 阿拉伯语、朝鲜语、波斯语、泰语、印度尼西亚语、越南语、希伯来语、土耳其语、印地语、斯瓦希里语                         | ※    |
| 法语系                 | 法语 | ※    |
| 德语系                 | 德语、瑞典语 | ※    |
| 西方语系               | 西班牙语、意大利语、葡萄牙语、希腊语、荷兰语                                                                         | ※    |
| 日本文化经济学院       | 日语语言文学、国际经济与贸易（日语）                                                                                 | ※    |
| 新闻传播学院           | 新闻学、网络与新媒体、广播电视学、广告学、国际新闻与传播                                                             | ※    |
| 国际教育学院           | 汉语国际教育、教育技术学、教育英语、商务英语                                                                         | ※    |
| 国际金融贸易学院       | 金融学、国际经济与贸易、会计学、数据科学与大数据技术（自然语言处理与金融大数据）、精算学                             | ※    |
| 国际关系与公共事务学院 | 国际政治、政治学与行政学、外交学（英文授课）、外交学（法文授课）                                                     | ※    |
| 国际工商管理学院       | 工商管理、信息管理与信息系统、公共关系学、MBA、营销科学                                                              | ※    |
| 法学院                 | 法学（英文授课、国际经济法方向）                                                                                     | ※    |
| 高级翻译学院           | 应用翻译系、译学理论系                                                                                               | ※    |
| 国际文化交流学院       | 中国语言文学、工商管理、国际经济与贸易（留学生）                                                                     | ※    |
| 卓越学院               | | ※    |
| 马克思学院             | （主管全校思想政治教育工作）；思想政治教育（硕士）                                                                   | ※    |

### 学术期刊
| #  | 期刊名称                         | 创刊时间 | 主编      | 备注                |
| -- | -------------------------------- | -------- | --------- | ------------------- |
| 1  | 《外国语》（上海外国语大学学报） | 1978年   | 束定芳    | 中文核心期刊；CSSCI |
| 2  | 《外语界》                       | 1980年   | 吴友富    | 中文核心期刊；CSSCI |
| 3  | 《外语电化教学》                 | 1979年   | 吴友富    | 中文核心期刊；CSSCI |
| 4  | 《中国比较文学》                 | 1984年   | 谢天振    | 中文核心期刊；CSSCI |
| 5  | 《国际观察》                     | 1993年   | 胡礼忠    | 中文核心期刊；CSSCI |
| 6  | 《阿拉伯世界研究》               | 1978年   | 朱威烈    | 中文核心期刊；CSSCI |
| 7  | 《中东与伊斯兰研究（英文）》     | 2007年   | Anchi Hoh | 海外期刊            |
| 8  | 《英美文学研究论丛》             | 2000年   | 李维屏    | 中文核心集刊；CSSCI |
| 9  | 《东方翻译》                     | 2009年   | 张慈赟    |                     |
| 10 | 《外语测试与教学》               | 1979年   | 曹德明    |                     |
| 11 | 《外语战略动态》                 | 2009年   | 许余龙    |                     |

### 出版机构
- 上海外语教育出版社
- 上海外语音像出版社

## 合作交流

### 国际合作
截止至2013年1月，上海外国语大学已经与全球49个国家和地区的245所大学、机构和国际组织建立了合作交流关系，基本涵盖了现有各语种主要对象国家和地区。

## 历任校长
| 校名                                                                        | 校长           | 任期                                        |
| --------------------------------------------------------------------------- | -------------- | ------------------------------------------- |
| 上海俄文学校 1949年－1950年 华东人民革命大学附设外文专修学校 1950年－1952年 | 姜椿芳         | 1949年12月－1952年3月                       |
| 上海俄文专（修）科学校 1952年－1956年                                       | 涂峰（代理）   | 1952年3月－1957年3月                        |
| 上海外国语学院 1956年－1994年                                               | 张培成（代理） | 1958年4月－1964年10月                       |
| 上海外国语学院 1956年－1994年                                               | 王季愚         | 1964年10月－1967年1月 1978年8月 - 1981年5月 |
| 上海外国语学院 1956年－1994年                                               | 胡孟浩         | 1982年9月－1990年3月                        |
| 上海外国语学院 1956年－1994年                                               | 戴炜栋         | 1990年3月－1995年2月                        |
| 上海外国语大学 1994年－至今                                                 | 戴炜栋         | 1995年2月－1999年6月                        |
| 上海外国语大学 1994年－至今                                                 | 戴炜栋         | 1999年6月 - 2006年1月                       |
| 上海外国语大学 1994年－至今                                                 | 曹德明         | 2006年1月－2017年6月                        |
| 上海外国语大学 1994年－至今                                                 | 李岩松         | 2017年6月－至今                             |